# Seether
Seether är en rockgrupp från Sydafrika som bildades 1999 i Johannesburg under namnet Saron Gas. 2002 bytte bandet namn till Seether.
Bandets musik har mycket inslag av postgrunge och alternativ metal med tydliga influenser från grungeband som Nirvana. De har sedan de bildades givit ut sex studioalbum och har för närvarande skivkontrakt med Wind-Up Records. Seether har under åren gått igenom en del ändringar i deras banduppsättning, men Shaun Morgan (sång/kompgitarr) och Dale Stewart (basgitarr) har dock varit ständiga medlemmar sedan starten.

## Historia

### Början (1999–2001)
Gruppen hette ursprungligen Saron Gas och hade kontrakt med Musketeer Records i Sydafrika. De bytte namn 2002 när de debuterade med albumet Disclaimer. Saron Gas bildades i Pretoria och spelade till en början på fester, nattklubbar, småkonserter och på universitet, såsom Kapstadens universitet och Stellenbosch universitet. Som Saron Gas släppte de sitt första album Fragile, på Musketeer Records 2000. Gruppen lyckades bra på sydafrikanska topplistan och Wind-up records blev intresserade av deras melodiskt tunga sound, så de fick skivkontrakt. De blev tillfrågade att byta namn på grund av att "Saron Gas" uttalas precis som saringas, som är ett dödligt nervgift. Gruppen valde namnet Seether, inspirerade av gruppen Veruca Salts singel.

### Genombrottet medDisclaimer(2002–2004)
Seethers första stora genombrott kom 2002 med andra albumet Disclaimer. Albumet hade tre singlar: Fine again, Driven Under och Gasoline, men bara Fine again nådde framgång. De andra spelades ibland på radiostationer, men var inte särskilt framgångsrika på topplistan. Den största hiten var Broken som inte ens var en singel. Sångaren Shaun Morgan har påpekat att Nirvana och speciellt albumet Nevermind, var "anledningen till att han skaffade en gitarr" och vill även nämna Pearl Jam, Alice in Chains och Deftones.
Efter att Disclaimer släpptes turnerade gruppen non-stop i hopp om att få igång försäljningen och få sitt namn känt. När turnén var slut beslutade de sig att göra ett andra släpp men istället hjälpte de Evanescence under deras världsturné och sköt fram planerna nästan i ett år. På denna turné gjorde de om balladen Broken som Amy Lee i Evanescence var med och sjöng i. Efter den positiva reaktionen och kanske på grund av romansen mellan Amy Lee och Shaun Morgan spelade de senare in en ny studioversion av sången. Broken tillsammans med en annan ny sång, Sold me blev soundtracket till filmen he Punisher som kom 2004. Detta blev succé och bandet blev väldigt känt särskilt i USA, Storbritannien och Australien. Disclaimer II, en alternativ version av originalalbumet med många remixer och nya inspelningar av sångerna samt åtta nya låtar, släpptes 2004.

### Karma and Effect(2005)
2005 kom albumet Karma and Effect. Originaltiteln för albumet var "Catering to Cowards", men skivbolaget ville att Seether skulle ändra namnet. Karma and Effect debuterade på åttondeplats på amerikanska Billboard 200 album chart och sålde guld i USA och Kanada. Albumet hade tre singlar, Remedy, Truth och The Gift. Remedy lyckades hamna på första placering på US mainstream Rock Chart; detta blev bandets första förstaplacering.
Medan de var på turné med Shinedown släppte Seether en akustisk CD/DVD One Cold Night, inspelad 22 februari 2006 vid Grape Street i Philadelphia. Morgan, som led av magont, bestämde sig för att göra akustiska spelningar hellre än att ställa in. Shaun har angett att skivbolaget ville att albumet inte skulle vara så motbjudande, så det är därför Needles och Burrito inte är med på albumet. I juni 2006 nämnde Seether via sin webbplats att gitarristen Pat Callahan hade bestämt sig för att lämna bandet. Varför vet man inte. Men Shaun har sagt att han var den negativa energin i bandet.

### Shaun Morgans drogproblem (2006)
Shaun Morgan lades in på rehabilitering för alkohol- och kokainberoende i augusti 2006 vilket fick Seether att ställa in turnén med grupperna Staind och Three Days Grace. Morgan är nu ute ur rehab. Evanescence hit Call Me When You're Sober skrevs om just den incidenten. Innan det nya albumet släpptes, nämnde Morgan att det skulle bli mer olikt de förra albumen. Albumet släpptes 23 oktober 2007 och heter Finding Beauty In Negative Spaces. Releasedatumet ändrades ständigt på grund av Morgans brors bortgång, Eugene Welgermoed. Albumet producerades av Howard Benson.

### Femte albumet och framåt (2007–2009)
Finding Beauty In Negative Spaces (2007) debuterade som nummer 9 på Billboard 200 Chart och moderna rocklistor. Första singeln Fake It nådde förstaplatsen på båda listorna. Andra singeln Rise Above This nådde förstaplatsen på Modern Rock Tracks. 
Under 2008 gav sig gruppen ut på turné för att supporta albumet. På turnén medverkade bland annat Breaking Benjamin, Flyleaf och Three Days Grace.
Mars-april 2009 var Seether med och hjälpte Nickelback på deras Dark Horse-turné. Tidigt 2010 beräknas Seethers nästa studioalbum, uppföljaren till Finding Beauty in Negative Spaces, släppas. 

## Medlemmar
Nuvarande medlemmar
- Shaun Morgan – sång, kompgitarr, ibland basgitarr (1999– )
- Dale Stewart – basgitarr, bakgrundssång, ibland kompgitarr (2000– )
- John Humphrey – trummor (2004– )

Tidigare medlemmar
- Johan Greyling – gitarr (1999, i Saron Gas)
- Tyronne Morris – basgitarr (1999–2000, Saron Gas)
- David Cohoe – trummor, bakgrundssång (1999–2002, i Saron Gas)
- Nick Oshiro – trummor (2002–2003)
- Johnny Mayer – trummor (2003–2004)
- Pat Callahan – gitarr (2002–2006)
- Troy McLawhorn – gitarr (2008–2011)

Turnerande medlemmar
- Nic Argyros – trummor (2002)
- John Johnston – trummor (2002)
- Erik Eldenius – trummor (2002)
- Nick Annis – gitarr (2002)

Studiomusiker
- Josh Freese – trummor (under Disclaimer-inspelningen)
- Kevin Soffera – trummor (under Disclaimer II-inspelningen)

## Diskografi
Studioalbum
| År   | Album                                    | Skivbolag                           |
| 2000 | Fragile (under namnet Saron Gas)         | Sony BMG/Musketeer Records          |
| 2002 | Disclaimer                               | Wind-up Records                     |
| 2004 | Disclaimer II                            | Wind-up Records                     |
| 2005 | Karma and Effect                         | Wind-up Records                     |
| 2007 | Finding Beauty In Negative Spaces        | Wind-up Records                     |
| 2011 | Holding Onto Strings Better Left to Fray | Wind-up Records                     |
| 2014 | Isolate and Medicate                     | Bicycle, Concord Bicycle, Spinefarm |
| 2017 | Poison the Parish                        | Concord Bicycle Music               |

Livealbum
| År   | Album          | Skivbolag       |
| 2006 | One Cold Night | Wind-up Records |

EP
| År   | Album                        | Skivbolag       |
| 2008 | Rhapsody Originals - Seether | Wind-up Records |

Singlar
- 2002 – "Fine Again"
- 2003 – "Driven Under"
- 2003 – "Gasoline"
- 2004 – "Broken" (med Amy Lee)
- 2005 – "Remedy"
- 2005 – "Truth"
- 2006 – "The Gift"
- 2007 – "Fake It"
- 2008 – "Rise Above This"
- 2008 – "Breakdown"
- 2009 – "Careless Whisper" (George Michael-cover)
- 2011 – "Country Song"
- 2011 – "Tonight"
- 2012 – "No Resolution"
- 2012 – "Here and Now"
- 2013 – "Seether"
- 2013 – "Weak"
- 2014 – "Words as Weapons"
- 2014 – "Same Damn Life"
- 2015 – "Nobody Praying For Me"
- 2015 – "Save Today"